# 1996年の航空
< 1996年
1995年の航空 - 1996年の航空 - 1997年の航空

## 航空に関する出来事
- 1月 - フランスの航空会社、エールアンテールがエールアンテール・ヨーロッパに改称し、EU域内の路線展開を目指した。エールアンテールは1997年にエールフランスへ完全に吸収される。

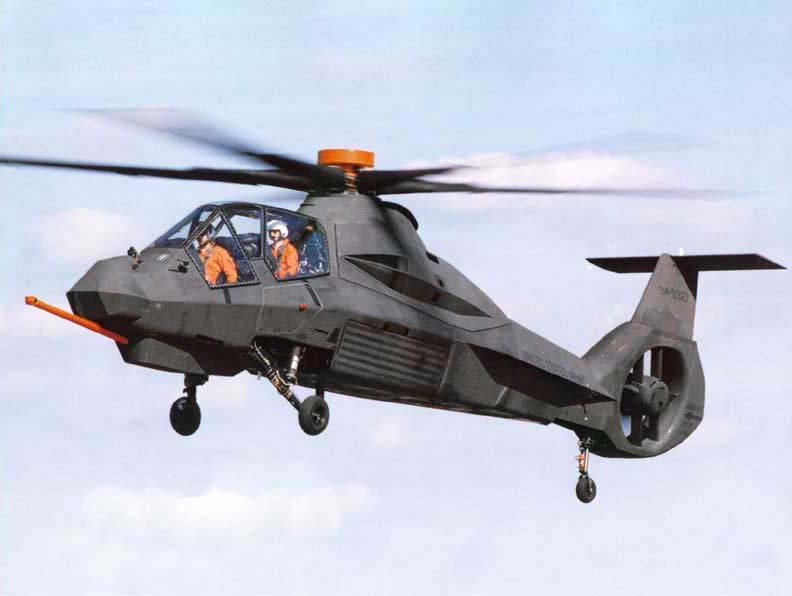
RAH-66コマンチ

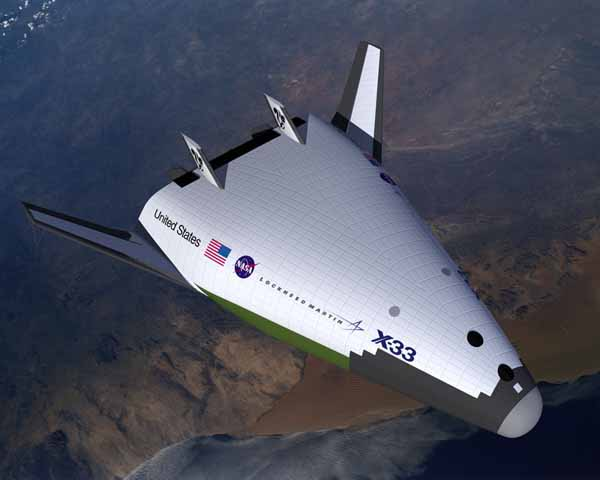
X-33の想像図

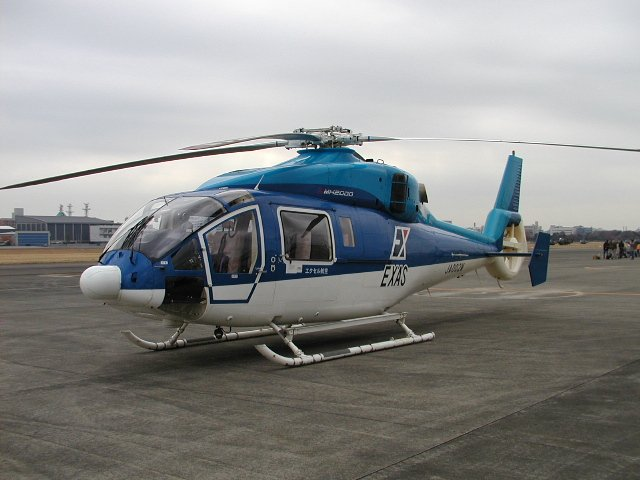
MH2000

- 1月4日 - アメリカ合衆国の試作武装偵察ヘリコプターRAH-66コマンチが初飛行した。
- 2月26日 - ウエストジェット航空が設立された。
- 3月15日 - 航空機メーカー、フォッカーが破産した。
- 3月22日〜9月26日：シャノン・ルシッドが188日を宇宙に滞在し、女性で最長の宇宙滞在時間記録となった。
- 4月12日 - 7歳のパイロット、ジェシカ・ダブロフがアメリカ大陸横断飛行に挑戦して死亡した。
- 4月25日 - ロシアの練習機ヤコブレフYak-130が初飛行した。
- 5月11日 - マイアミ国際空港からアトランタに向けて離陸したバリュージェット航空592便が離陸した後、火災が発生し、墜落した。乗員乗客110名全員が犠牲になり犠牲者の中にはNFLサンディエゴ・チャージャーズのロドニー・カルバーやシンガーソングライターのウォルター・ハイアットが含まれていた。（「バリュージェット航空592便墜落事故」）
- 6月 - ヨーロッパのロケット、アリアン5が最初の打ち上げに成功した。
- 6月13日 - ガルーダ・インドネシア航空のマクドネル・ダグラス DC-10が福岡空港を離陸時、エンジンに異常が発生してオーバーラン事故を起こし、炎上。乗客3人死亡。乗客乗員18人が重傷を負う。（福岡空港ガルーダ航空機離陸事故）
- 7月2日 - NASAが再使用型宇宙往還機の実験機としてロッキード・マーチン　X-33の計画を選択した。（この計画は2001年に中止された。）
- 7月17日 - トランス・ワールド航空(TWA)のボーイング747が電気配線でショートした火花が燃料タンクの気化ガスに引火して空中爆発し墜落した。230名が犠牲になった。（トランス・ワールド航空800便墜落事故）
- 7月29日 - 純国産ヘリコプター、三菱重工のMH2000が初飛行した。
- 8月 - フランスの女性宇宙飛行士クローディ・エニュレが、ロシアとフランスが合同で行ったカシオペア計画の一環として16日間ミールを訪れた
- 8月6日 - 純国産ヘリコプター、川崎重工業のOH-1「ニンジャ」が初飛行した。
- 10月26日 - ポーランドのヘリコプター、PZL SW-4が初飛行した。
- 11月12日 - サウジアラビア航空763便（ボーイング747）とカザフスタン航空1907便（イリューシンIl-76貨物機）が空中衝突し、両機の乗員、乗客合わせて349名が死亡した。(「ニューデリー空中衝突事故」）
- 11月20日 - フランス領ポリネシアのタヒチを本拠地とする航空会社、エア タヒチ ヌイが創立された。
- 11月23日 - エチオピア航空961便でハイジャック墜落事件が起こる。ハイジャックした機では不可能なオーストラリア行きを要求したため、燃料切れで海上に墜落する惨事となった。死者123人。負傷者（死者を除く）52人。（エチオピア航空961便ハイジャック墜落事件）

## 1996年に初飛行した機体の画像

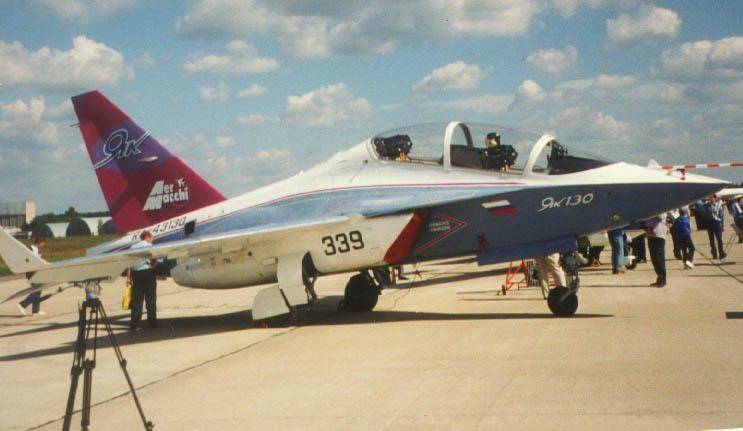
ヤコブレフYak-130 （4月25日）
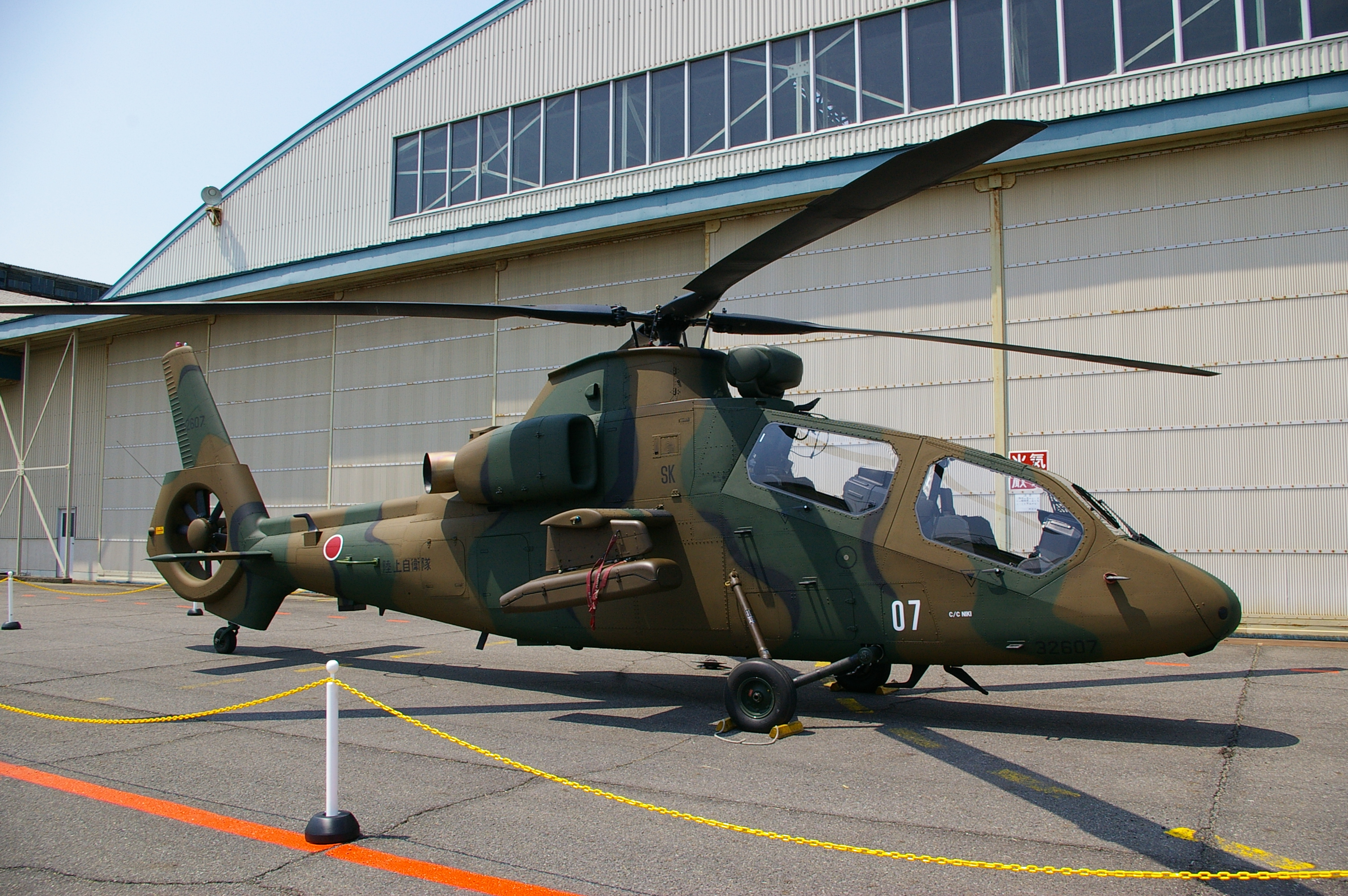
OH-1 （8月6日）
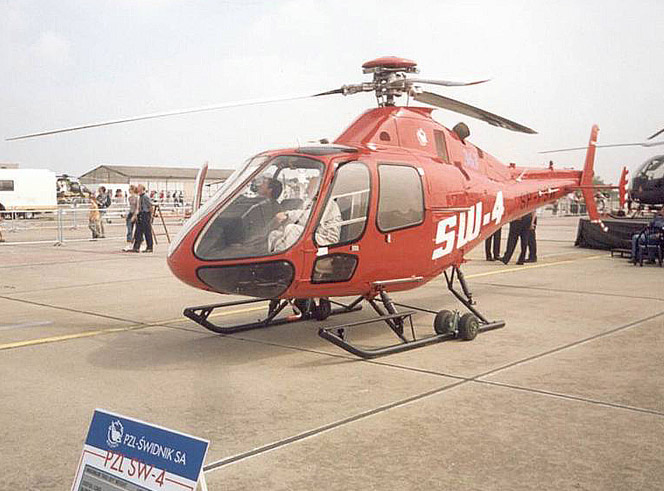
PZL SW-4 （10月26日）

## 航空に関する賞の受賞者
- デラボー賞：シャノン・ルシッド (USA)
- イギリス飛行クラブ金賞：デービッド・ベアフォード（David Bareford）、アン・ウェルチ（Ann Welch）